# Grinderslev kloster

Grinderslev Kloster var ett munkkloster av augustinorden på Salling, Jylland, nära inloppet till Skivefjorden, grundat troligen i mitten av 1100-talet.
Klostret ställdes 1176 under domkapitlet i Viborg, och dess senare i historia är ganska dåligt känd. Efter reformationen övergick Grinderslev i kronans ägo och förlänades 1581 till Kristoffer Lykke, i vars släkt det förblev till slutet av 1600-talet. Klosterkyrkan finns fortfarande i behåll och är nu församlingskyrka. 
Likaså finns en i klostret förfärdigad handskrift från 1400-talet bevarad, den så kallade Grinderslevhandskriften, innehållande uppbyggelseskrifter, bland annat stycken av Bonaventura, Susos "Gudelig visdomsbog" och Thomas à Kempis "Om Kristi efterföljelse". Språket är en utpräglat jylländsk munart.